# Papiertiger
Unter einem Papiertiger versteht man einen sich machtvoll bzw. einflussreich gebenden Menschen, eine Organisation oder Schriftstücke, die bei genauer Betrachtung in Wahrheit keine Bedeutung oder Macht haben bzw. sich selbst handlungsunfähig machen, was jedoch teils erst nach einer längeren Zeit der Beobachtung erkannt werden kann.
In der Politik werden Behörden oder internationale Organisationen oftmals als Papiertiger bezeichnet, die aufgrund von Bürokratismus nicht mehr zu Ergebnissen gelangen, sondern lediglich vorgeben, ein Ergebnis erreichen zu wollen. Weiterhin werden z. B. technische Gegenstände als Papiertiger bezeichnet, die im buchstäblichen Sinn „auf dem Papier“ über eine Leistung verfügen, die sie real aus verschiedenen Gründen nicht aufbringen können.
Der Begriff beruht auf dem chinesischen Ausdruck 紙老虎 (zhǐlǎohǔ), der wiederum ein Kompositum aus 纸 (zhǐ) ‚Papier‘ und 老虎 (lǎohǔ) ‚Tiger‘ ist. Seit dem 19. Jahrhundert ist er als Lehnwort auch in europäischen Sprachen nachgewiesen. So übersetzte Robert Morrison die Phrase 1828 mit “a paper tiger” ins Englische. Auch John Francis Davis übersetzte 1836 in einem Buch über chinesische Geschichte die Phrase mit “paper tiger”; dies wurde 1848 als „Papiertiger“ auch in die deutsche Übersetzung des Buches übernommen. Ab etwa 1838 findet sich der Begriff häufig auch in deutschsprachigen Quellen.
Häufig gebraucht hat diesen Begriff Mao Zedong, der Vorsitzende der Kommunistischen Partei Chinas. In dem Buch Worte des Vorsitzenden Mao Tsetung wird der Papiertiger folgendermaßen erwähnt: „Der Imperialismus und alle Reaktionäre sind Papiertiger.“ (一切反动派都是纸老虎. Yīqiè fǎndòngpài doū shì zhǐ lǎohǔ.)

„Ebenso wie es nichts auf der Welt gibt, das nicht eine Doppelnatur hätte (das ist eben das Gesetz der Einheit der Gegensätze), so haben auch der Imperialismus und alle Reaktionäre eine Doppelnatur: sie sind wirkliche Tiger und zugleich Papiertiger. (…) Einerseits sind sie echte Tiger, die Menschen fressen, Millionen und aber Millionen Menschenleben vernichten. Der Kampf des Volkes ist eine Zeit hindurch voller Schwierigkeiten und Härten, sein Weg voller Windungen und Wendungen. Das chinesische Volk brauchte, um die Herrschaft des Imperialismus, des Feudalismus und des bürokratischen Kapitalismus in China zu liquidieren, mehr als hundert Jahre, und Dutzende Millionen Menschen mußten ihr Leben lassen, ehe im Jahre 1949 der Sieg errungen war. Sehen Sie, waren das nicht lebendige Tiger, eisenharte Tiger, echte Tiger? Letzten Endes aber haben sie sich in Papiertiger, in tote Tiger, in butterweiche Tiger verwandelt. Das sind historische Tatsachen. Hat man denn das alles nicht gesehen und gehört? Wahrlich tausendmal und aber Tausende Male! In Tausenden und Zehntausenden von Fällen! Somit muß man von ihrem Wesen her, aus einer langen Perspektive, in strategischer Hinsicht den Imperialismus und alle Reaktionäre als das betrachten, was sie in Wirklichkeit sind: als Papiertiger. Darauf müssen wir unser strategisches Denken gründen. Anderseits sind sie aber wiederum lebendige, eisenharte, wirkliche Tiger, die Menschen fressen können. Darauf müssen wir unser taktisches Denken gründen.“

## Varia
- Papiertiger Archiv & Bibliothek der Sozialen Bewegungen Berlin[9]